# Manfred Scherrer
Manfred Scherrer (* 6. Mai 1940 in Neuwied) ist ein ehemaliger deutscher Politiker (SPD).

## Leben
Nach dem Besuch der Handelsschule durchlief Scherrer eine Ausbildung zum Buch- und Tiefdrucker sowie zum Kaufmann. Nach einer Tätigkeit in der Druck- und Verlagsbranche machte er sich als Verlagskaufmann selbständig und wurde Mitinhaber einer Verlags- und Werbeagentur.

## Politik
Scherrer trat 1962 der SPD bei und wurde 1969 in den Neuwieder Stadtrat gewählt. Von 1975 bis 1987 gehörte er dem rheinland-pfälzischen Landtag an. Bei der Bundestagswahl 1987 wurde er über die Landesliste Rheinland-Pfalz der SPD in den Deutschen Bundestag gewählt, dem er bis zum 31. August 1990 angehörte. Im Bundestag war Scherrer Ordentliches Mitglied des Ausschusses für Raumordnung, Bauwesen und Städtebau.
Von 1990 bis 2000 war Scherrer Oberbürgermeister der Stadt Neuwied.